# Крук, Кристин
Кристин Крук (англ. Kristin Kreuk, [ˈkruːk]; род. 30 декабря 1982) — канадская актриса и продюсер, наиболее известная по ролям Ланы Лэнг в телесериале «Тайны Смолвиля» и Кэтрин Чендлер в сериале «Красавица и Чудовище».

## Ранние годы
Кристин Лора Крук родилась в канадском городе Ванкувер провинции Британская Колумбия. Её родители — отец Питер Крук родился в 1955 году в Голландии, а мать Деанна Че родилась в 1954 году в Индонезии и имеет азиатское происхождение. Оба они по профессии ландшафтные дизайнеры. Также у Кристин Крук есть младшая сестра Жюстин, которая обучалась в Гарвардском университете.

## Карьера
В 2001—2005 годах Крук играла главную роль в канадской мыльной опере «Эджмонт», после успеха которой получила заглавную роль в телефильме «Белоснежка». Также в 2004 году она снялась в мини-сериале «Волшебник Земноморья» и фильме «Евротур».
В начале 2001 года, наняв себе агента, Крук отправилась на прослушивание на главную женскую роль в сериале небольшого американского канала WB «Тайны Смолвиля». Сериал хотя и был американским, снимался в Ванкувере и после получения роли она смогла продолжать сниматься в мыльной опере «Эджмонт» параллельно с работой в сериале. После семи сезонов Крук ушла из сериала «Тайны Смолвиля», но после дважды в него возвращалась, чтобы завершить сюжетные линии своей героини.
После ухода из сериала Крук сыграла главную роль в блокбастере «Стритфайтер», который провалился в прокате и получил негативные отзывы от критиков. Позже она вернулась на телевидение с второстепенной ролью в сериале «Чак».
В начале 2012 года Крук получила главную роль детектива Кэтрин Чендлер в американском детективном телесериале «Красавица и чудовище», ремейке одноимённого телесериала 1980-х годов с Линдой Хэмилтон. С 2018 года Крук снимается в главной роли в криминальном сериале «Бремя истины».
В конце марта 2018 года Крук оказалась замешанной в скандале после ареста основателя секты NXIVM («Нексиам») Кита Раньера в Мексике и оказалась под подозрением в привлечении в эту организацию женщин в качестве секс-рабынь. Актриса отмела все обвинения относительно своего участия в незаконных действиях, подчеркнув, что ушла из Нэксиам в 2013 году и никогда не была вовлечена в деятельность секты. Эти слова были подтверждены другой актрисой и бывшей участницей Сарой Эдмондсон, принимавшей активной участие в разоблачении Нэксиам.

## Личная жизнь
По состоянию на 2017 год, Крук проживает в Торонто, Онтарио. В октябре 2012 года на Live! with Kelly and Michael она заявила, что является пескетарианкой.
Неизвестно, состояла ли в отношениях с Томом Уэллингом — партнёром в съёмках Тайн Смолвиля.
С 2004 по 2006 год встречалась с американским актёром Дженсеном Эклзом
В сентябре 2010 года Кристин была сфотографирована во время прогулки с Марком Гилдретом, канадским актёром, с которым познакомилась на съёмках мини-сериала «Волшебник Земноморья» в 2004 год
В браке с: Марк Хилдрет

## Фильмография
| Год       |     | Русское название     | Оригинальное название                 | Роль                    |
| --------- | --- | -------------------- | ------------------------------------- | ----------------------- |
| 2001      | мс  | Уик-энды             | The Weekenders                        | Джина                   |
| 2001      | тф  | Белоснежка           | Snow White: The Fairest of Them All   | Белоснежка              |
| 2001—2005 | с   | Эджмонт              | Edgemont                              | Лорел Юнг               |
| 2001—2009 | с   | Тайны Смолвиля       | Smallville                            | Лана Лэнг               |
| 2004      | ф   | Евротур              | Eurotrip                              | Фиона                   |
| 2004      | с   | Волшебник Земноморья | Legend of Earthsea                    | Тенар                   |
| 2006      | кор | —                    | Dream Princess                        | принцесса               |
| 2007      | ф   | Разрыв               | Partition                             | Назим Хан               |
| 2009      | ф   | Стритфайтер          | Street Fighter: The Legend of Chun-Li | Чун-Ли                  |
| 2010      | с   | Чак                  | Chuck                                 | Ханна                   |
| 2010      | с   | Бен-Гур              | Ben Hur                               | Тирза                   |
| 2011      | ф   | Вампир               | Vampire                               | Мария Лукас             |
| 2011      | ф   | Экстази              | Irvine Welsh’s Ecstasy                | Хизер Томпсон           |
| 2012      | ф   | Космический коктейль | Space Milkshake                       | Тилда                   |
| 2012—2016 | с   | Красавица и Чудовище | Beauty & The Beast                    | Кэтрин Чендлер          |
| 2015      | мс  | Робоцып              | Robot Chicken                         | Облина / Кэтрин Чендлер |
| 2017      | ки  | —                    | Shuyan Saga                           | Шайан                   |
| 2017      | кор | —                    | The Emissary                          | эмиссар                 |
| 2018—2021 | с   | Бремя истины         | Burden of Truth                       | Джоанна Хенли           |
| 2020      | ки  | —                    | Watch Dogs: Legion                    | Кейтлин Лау             |
| 2021      | с   | Послания призрака    | Ghostwriter                           | Сара Уивинг             |
| 2022      | с   | Ричер                | Reacher                               | Чарли                   |